# Manfred Erren
Manfred Erren (* 9. Dezember 1928 in Freiburg im Breisgau) ist ein deutscher Klassischer Philologe.

## Leben
Manfred Erren studierte von 1948 bis 1954 Klassische Philologie und Romanistik in Freiburg, Tübingen und München und wurde 1956 an der Universität Freiburg promoviert. Er war von 1956 bis 1959 Assistent an der Universität Mainz. 1966 habilitierte er sich an der Universität Freiburg. Am 29. Mai 1972 wurde er dort außerplanmäßiger Professor. Seit 31. März 1994 ist er im Ruhestand.
In den Jahren 1976 bis 1998 war er Gründer und Vorsitzender der liturgisch-traditionalistischen und sedisvakantistischen Traditionsgemeinde St. Pius V. in Freiburg.

## Schriften
- Untersuchungen zum antiken Lehrgedicht. Dissertation Freiburg 1956
- Die Phainomena des Aratos von Soloi. Untersuchungen zum Sach- und Sinnverständnis. Habilitationsschrift. Steiner, Wiesbaden 1967
- Aratos, Phainomena. Sternbilder und Wetterzeichen, griechisch-deutsch ed. Manfred Erren. Mit 23 Sternkarten von Peter Schimmel. (Zur Übersetzung kommen 86 erläuternde Anmerkungen, Literaturhinweise, ein ausführliches Nachwort und ein Namen- und Sachregister). Heimeran Verlag, München 1971. Aktualisierte neue Ausgabe Patmos Verlag, Artemis & Winkler Verlag Düsseldorf 2009.
- Einführung in die römische Kunstprosa. Wissenschaftliche Buchgesellschaft, Darmstadt 1983, ISBN 3-534-08333-4
- P. Vergilius Maro: Georgica. Text, Übersetzung und Kommentar. Winter, Heidelberg
  - Band 1: Einleitung, Praefatio, Text und Übersetzung. 1985, ISBN 3-533-03440-2
  - Band 2: Kommentar. 2003, ISBN 3-8253-1386-7